# Pachyramphus rufus
El anambé cinéreo o cabezón cinéreo (Pachyramphus rufus) es una especie de ave paseriforme perteneciente a la familia Tityridae. Es nativo del extremo sureste de América Central y del norte de América del Sur. 

## Distribución y hábitat
Se distribuye desde el centro de Panamá, por Colombia hacia el este por Venezuela, Guyana, Surinam y  Guayana francesa; y por la cuenca amazónica de Brasil al oeste hasta el noreste de Perú.
Esta especie es considerada poco común y de cierta forma local, en su hábitat natural, que son los bosques ralos, bordes de selvas húmedas de tierras bajas, y clareras con árboles altos escasos; hasta los 1000 m de altitud.

## Descripción
Mide entre 13,5 y 14 cm de longitud, y  pesa 18,5 g. La especie presenta notable dimorfismo sexual. El macho es gris por arriba, con la corona negra y la región supraloral y la frente blancos. Las alas son negruzcas, las plumas finamente bordeadas de blanco. Por abajo es blanco ceniciento. La hembra es muy parecida a la hembra de anambé pizarra (Pachyramphus spodiurus) (del oeste de los Andes); por arriba es rufo canela brillante con los loros más blanquecinos, las grandes cobertoras primarias son negras; por abajo es blanquecino teñido de pardo rojizo.

## Comportamiento
Como sus congéneres, es un ave arborícola, de lugares semiabiertos, pero no del interior de los bosques. Anda en pareja y generalmente no se junta a bandada mixtas.

### Alimentación
Si dieta consiste de artrópodos, incluyendo orugas; también pequeñas frutas y bayas.

## Sistemática

### Descripción original
La especie P. rufus fue descrita por primera vez por el naturalista neerlandés Pieter Boddaert en 1783 bajo el nombre científico Muscicapa rufa; localidad tipo «Cayena, Guayana francesa».

### Etimología
El nombre genérico masculino «Pachyramphus» deriva del griego «pakhus»: robusto, grueso, y «ramphos»: pico; significando «de pico grueso». y el nombre de la especie «rufus», proviene del latín: rojizo; en alusión al color del plumaje de la hembra.

### Taxonomía
Este género ha sido emplazado tradicionalmente en la familia Cotingidae o Tyrannidae, pero serias evidencias sugieren que su mejor lugar es Tityridae, donde ahora lo emplaza el Comité de Clasificación de Sudamérica (SACC) y las mayores clasificaciones.
Algunos autores sugieren que pueda ser conespecífico con el anambé pizarra (P. spodiurus); las dos especies se substituyen geográficamente.

### Subespecies
Según la clasificación del Congreso Ornitológico Internacional (IOC) y Clements Checklist v.2017, se reconocen dos subespecies, con su correspondiente distribución geográfica:
- Pachyramphus rufus rufus (Boddaert, 1783) – centro de Panamá (ambas pendientes en la región del Canal, bajo y medio valle de Bayano, y Darién), Colombia (Magdalena y Guajira hacia el sur hasta Valle del Cauca y norte de Huila, también al este de los Andes desde Arauca y Vichada al sur hasta Meta y Leticia), oeste y norte de Venezuela (hacia el este, generalmente al norte del río Orinoco, hasta Sucre, Monagas y norte y este de Bolívar), las Guayanas, y Brasil (baja y media Amazonia desde Manacapuru y Tefé hacia el este hasta Amapá, noreste de Pará y Maranhão).
- Pachyramphus rufus juruanus Gyldenstolpe, 1951 – este de Perú (Loreto) y oeste de la Amazonia brasileña (suroeste de Amazonas).